# Valsesia
La Valsesia (Valsesia anche in piemontese; Tseschrutol in walser) è una valle alpina della provincia di Vercelli, di cui occupa la parte settentrionale, le cui acque confluiscono nel fiume Sesia, dal quale essa prende il nome. Considerata la valle più verde d'Italia, ha visto l'insediamento di alcune comunità walser (la cui storia è raccontata nell'Ecomuseo della Valsesia, museo diffuso con sedi in varie località dell'alta valle), e di essa fanno parte anche 3 comuni della provincia di Novara: Grignasco, Romagnano Sesia e Prato Sesia.. Il suo territorio fa parte del Sesia Val Grande geopark, dal 2013 patrimonio Rete di geoparchi globale dell'UNESCO.

## Geografia fisica

### Territorio
Caratterizzata nel suo complesso da monti molto alti e ripidi che non permettono un grande sviluppo laterale della stessa, come anche per la Valle d'Aosta, si estende dalle pendici del versante meridionale del massiccio del Monte Rosa fino a Serravalle Sesia, comprendendo diverse valli laterali, le acque dei cui torrenti confluiscono tutte nel fiume Sesia.
La valle principale, chiamata Val Grande, ha forma di S sdraiata e finisce con l'abitato di Alagna Valsesia: numerose valli laterali, che prendono il nome dai rispettivi torrenti, si aprono da questa; le principali sono: sul lato sinistro orografico, la Val Mastallone e la Val Sermenza; sul lato destro, la Val Sorba, la Valle Artogna, la Val Vogna e la Val d'Otro. All'altezza di Borgosesia, sempre sulla destra, si estende la Valsessera, una vallata laterale della Valsesia che a livello amministrativo fa quasi completamente parte della Provincia di Biella.
La parte alta della valle fa parte del parco naturale dell'Alta Val Sesia e dell'Alta Val Strona.

### Geologia
Sull'asse geologico vallivo del Sesia insistono 4 province: Vercelli, Novara, Biella e VCO.

### Monti principali

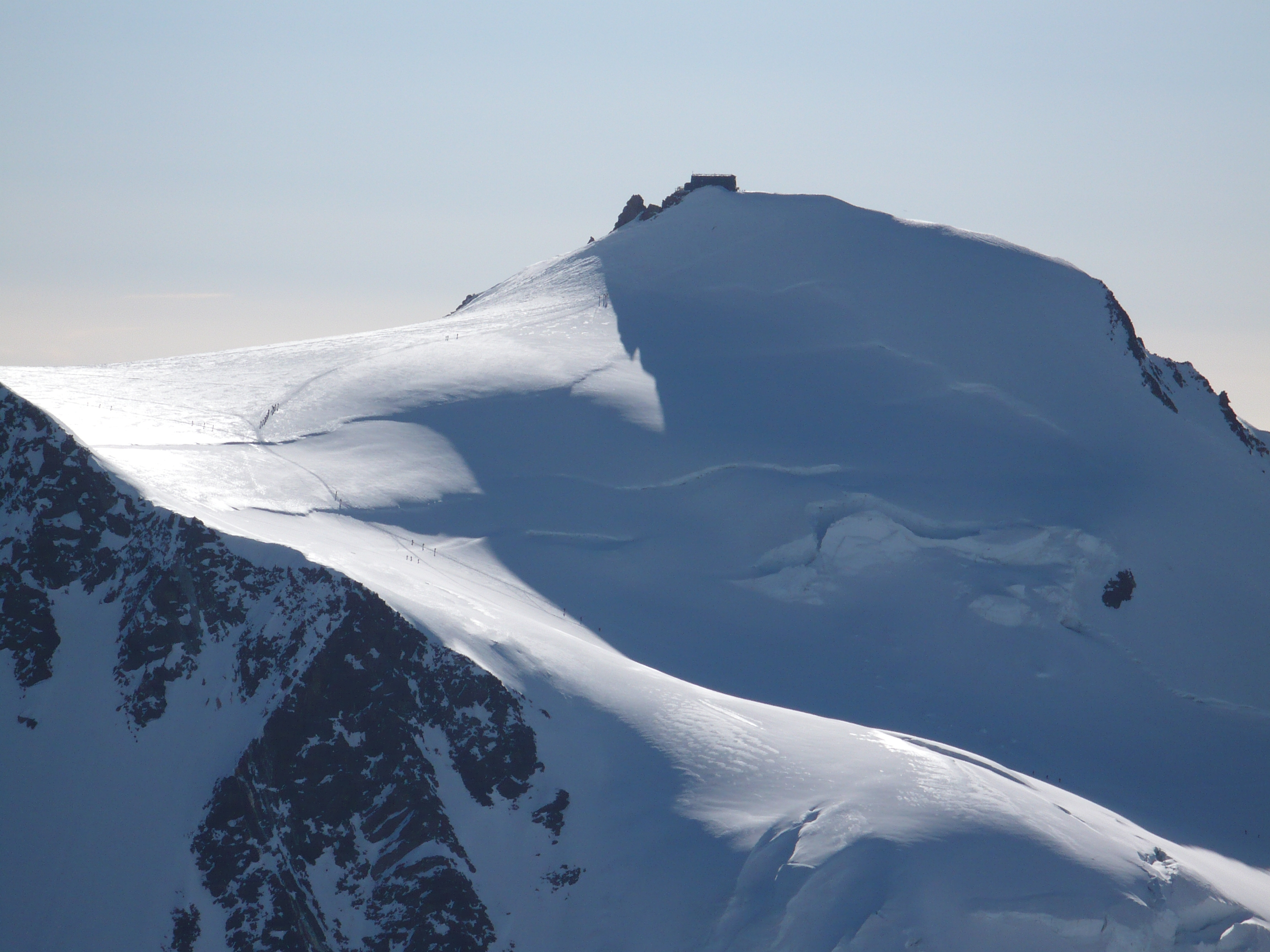
Punta Gnifetti vista dal Lyskamm occidentale (sulla cima la Capanna Regina Margherita)

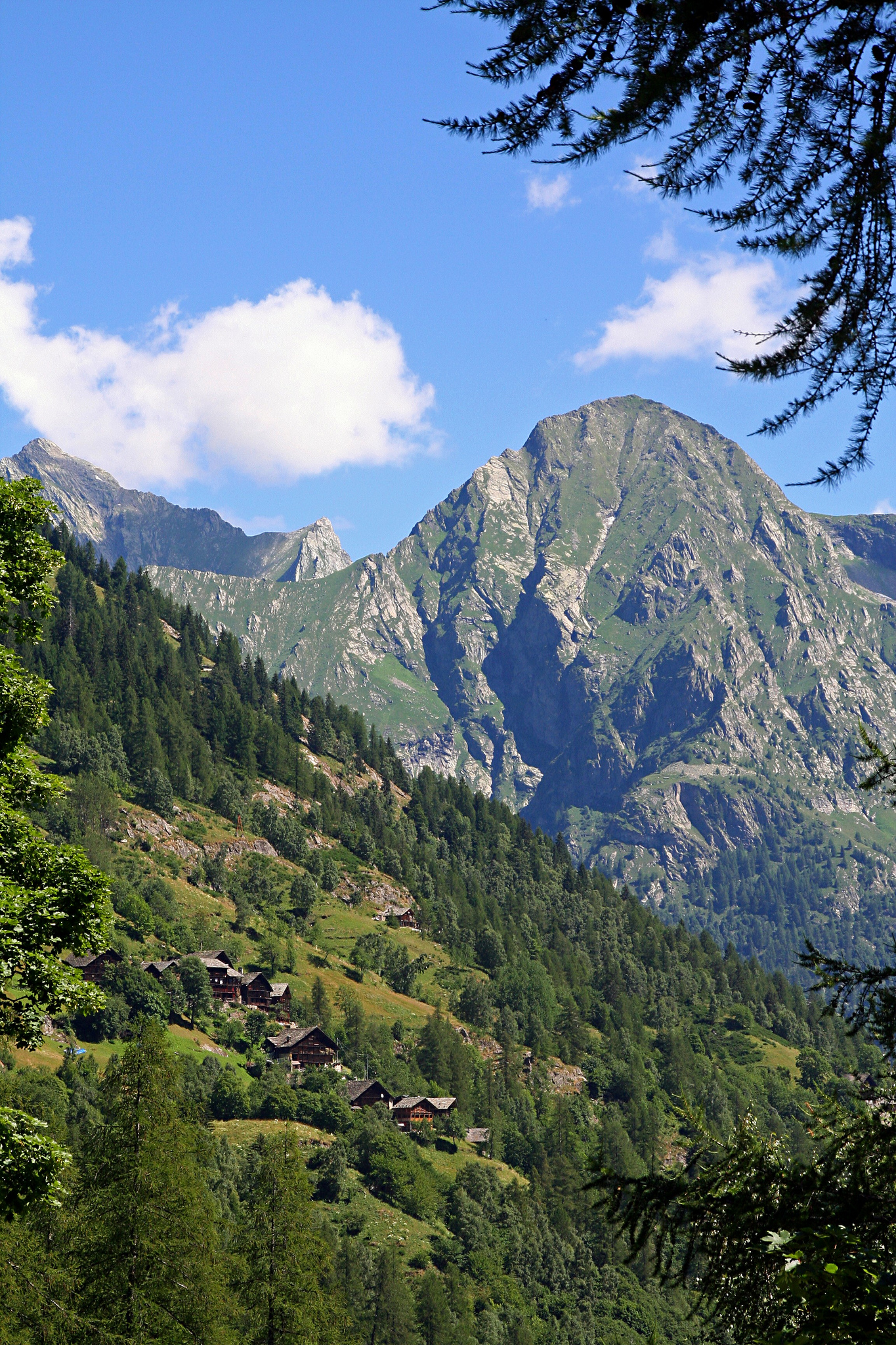
Cima Carnera

La valle è contornata dalle montagne delle Alpi Pennine. Le vette principali sono:
- Punta Gnifetti - 4.554 m - nel massiccio del Monte Rosa
- Punta Parrot - 4.432 m - nel massiccio del Monte Rosa
- Ludwigshöhe - 4.342 m - nel massiccio del Monte Rosa
- Corno Nero - 4.322 m - nel massiccio del Monte Rosa
- Piramide Vincent - 4.215 m - nel massiccio del Monte Rosa
- Punta Giordani - 4.046 m - nel massiccio del Monte Rosa
- Punta Grober - 3.497 m - nel massiccio del Monte Rosa
- Corno Bianco - 3.320 m - nei Contrafforti valsesiani del Monte Rosa
- Corno Rosso - 3.023 m - nei Contrafforti valsesiani del Monte Rosa
- Monte Tagliaferro - 2.964 m - nei Contrafforti valsesiani del Monte Rosa
- Cima Carnera - 2.741 m - nei Contrafforti valsesiani del Monte Rosa
- Punta Lazoney - 2.579 m - nelle Alpi Biellesi
- Monte Bo - 2.556 m - nelle Alpi Biellesi
- Punta Tre Vescovi - 2.501 m - nelle Alpi Biellesi

### Clima
Il clima della Valsesia varia profondamente in relazione all'altitudine. In generale, quello che più lo contraddistingue è l'abbondanza delle precipitazioni, che consentono un rigoglioso sviluppo della vegetazione e la presenza di un notevole reticolo fluviale. La bassa valle, quella più direttamente esposta ai flussi umidi meridionali, è anche la zona più piovosa: si raggiungono medie annue di precipitazioni intorno (e talvolta superiori) ai 2000 mm. Salendo verso l'Alta Valle i valori diminuiscono, fino a toccare un minimo ad Alagna di circa 1200 mm.
I valori termici che si raggiungono non sono particolarmente estremi: in inverno si possono rilevare temperature piuttosto basse (<−10 °C) anche nel fondovalle, a causa dello scarso soleggiamento. L'estate, in bassa valle, può risultare invece calda e afosa.
L'elevata altimetria della Valle garantisce alla neve un ruolo di primo piano. Essendo una valle piuttosto chiusa e posta ortogonalmente ai flussi perturbati meridionali, in Valsesia il freddo si accumula e viene rimosso con difficoltà. In alcuni casi, infatti, data la resistenza del "cuscino freddo" nonché il minor volume d'aria da raffreddare rispetto agli spazi aperti, spesso in Valsesia nevica diverse centinaia di metri più in basso rispetto alle prealpi, esposte alla pianura.

## Storia

### Preistoria e antichità
In epoca preistorica la presenza umana in Valsesia non ha quasi lasciato traccia al di fuori dell'area paleontologica del monte Fenera, nelle cui cavità assieme agli scheletri di antichi animali sono stati rinvenute varie testimonianze umane. I resti più antichi sono da riferirsi all'uomo di Neandertal. In epoche relativamente più recenti la valle fu occupata da una popolazione che gli antichi storici chiamano dei Sicciani, come ad esempio in questo passo di Johann Georg Graeve:
(Thesaurus antiquitatum et historiarum Italiae)
I Sicciani si fusero in seguito con gruppi di ceppo ligure e la valle venne infine colonizzata dai romani in epoca imperiale. L'interesse principale dell'impero per la zona, allora chiamata Sesitana, era per lo sfruttamento delle risorse minerarie ed in particolare dei suoi giacimenti auriferi.

### Medioevo e Rinascimento
Il nome della Valsesia lo troviamo citato nel diploma di Ottone III il 7 maggio 999, il quale ritornava sulla donazione alla chiesa di Sant'Eusebio, di Santa Maria in Rade, que dicitur Monasterolium cum sua pertinentia, cum Bornate, Grignasco et districtu Vallis Siccidae et Arimanni de Navola, e non faceva in realtà che confermare al vescovo Leone I (999-1026) quanto già il suo antecessore Carlo III ripeteva al vescovo Liutvardo (880-899) in merito alla donazione di Carlo Magno.
Morto Ottone III, e proclamato re d'Italia Arduino marchese d'Ivrea, non troppo beneviso al vescovo di Vercelli Leone I, al quale perciò viene cancellata questa donazione; ma vinto poi Arduino da Arrigo II duca di Baviera a cui si era rivolto il predetto vescovo, questi gli confermò la donazione ottoniana. Ritornato Arrigo in Germania, Arduino ripiombò su Vercelli e fece man bassa su quanto e quanti gli eran contrari; ma fu sconfitto nuovamente; Leone rientrò nel possesso di tutti i beni, luoghi e persone, come si legge nel nuovo diploma di Arrigo II nel 1014: notum sit omnibus, quod donavimus, immo reddidimus Sancto Eusebio Vercellensi Monasterium de Coliades, Bornadem e Monasterolium Sanctae Mariae in Rade, cum Grignascho, com terra et districtu Vallis Siccidae.
L'investitura si ripeté con il vescovo Arderico (1026-1040) che la ottenne da Corrado II. I suoi successori però sembra non si siano più curati di far rinnovare con l'atto dell'investitura anche le donazioni in explicito; e sembra anche che in seguito di questa noncuranza siano nate più tardi delle serie contestazioni da parte laica, perché creato vescovo Uguccione (1151-1170), questi sollecitò dall'imperatore Federico Barbarossa il diploma in data 17 ottobre 1152, nel quale si dichiara che le terre ivi menzionate (compresa la Valsesia) siano sempre di proprietà della Chiesa vercellese e non sia lecito a chicchessia di contravvenire a queste imperiali disposizioni sotto pena di 100 lire d'oro alla camera regale.
Questa sanzione tenne per poco sottomessi gli animi, che già anelavano a costituirsi in comuni autonomi, e quantunque il vescovo di Vercelli sant'Alberto (1185-1204) potesse ancora ottenere una riconferma delle imperiali disposizioni dal Barbarossa con diploma del 30 novembre 1191 di Enrico VI re d'Italia, tuttavia le discordie scoppiate in seguito tra Chiesa e Impero ai tempi di Gregorio VII e Arrigo IV, e più ancora l'opera memoranda della Lega Lombarda vennero a indebolire sempre più l'autorità temporale dei vescovi sulle varie comunità, desiderose di reggersi indipendentemente e da sé. Si aggiunge il fatto che a quei tempi erano sulla cattedra di Vercelli vescovi intrusi e scismatici, i quali volendo, con continue e larghe concessioni almeno l'appoggio e il favore delle fazioni popolari e tenersele fedeli, spogliandosi a poco a poco dei diritti feudali.
Dal 1323 al 1707, quindi per ben quattro secoli, la Valsesia entra a far parte di Milano, prima con i Visconti poi con gli Sforza. In particolare, dopo l'investitura di Gian Galeazzo Visconti, è direttamente annessa al ducato di Milano. Godette della breve Contea di Francesco Barbavara (1402 - 1415), creato, dal Duca Gian Galeazzo Visconti, il 23 Luglio 1402, Conte di Valsesia e di Pietre Zumelle (in Frazione Riva Valdobbia, Comune di Alagna Valsesia, Provincia di Vercelli), il quale, dopo la morte del Duca, rifugiatosi nel Suo feudo, l'8 Aprile 1406, riunì il "Consiglio Generale della Val Sesia", e fece diminuire il censo della valle da 75 a 60 Fiorini al mese. Un punto importante: la valle non volle mai essere infeudata ad altri Signori, e  rimase, per scelta, fedele a Milano ma solo a patto di poter dipendere direttamente dal Duca. Favore che Le  venne sempre concesso. Francesco Barbavara, ebbe una figlia, Eufrosina Barbavara, moglie di Pier Francesco Visconti, (discendente da Bernabó Visconti, Signore di Milano): Pier Francesco fú Consignore di Brignano e di Pagazzano (Bergamo), Conte di Saliceto (Comune di Cadeo in Provincia di Piacenza), da cui esiste discendenza.
A partire dai Visconti, la Valle otterrà una serie di privilegi (pagamento minimo delle tasse, esenzione doganale per alcune merci) che verrà confermata con gli Sforza, volta ad alleviare le condizioni dei sudditi in un territorio aspro e difficile. In quest'ottica, per dare slancio all'economia locale e aprirla ai territori circostanti, il duca di Milano Francesco Sforza, il 12 luglio 1451, rafforza l'importanza di una fiera, già attiva molti anni prima e conosciuta come fiera di Pietre Gemelle, facendola diventare un punto di riferimento obbligato per i commerci alpini. 
Il lungo dominio milanese ebbe però anche notevoli risvolti dal punto di vista culturale e artistico: il più noto fu la nascita del Sacro Monte di Varallo voluto per iniziativa del milanese frate francescano Bernardino Caimi; nei secoli diventerà luogo di pellegrinaggio di importanti personalità religiose e politiche a cominciare dal cardinale Carlo Borromeo che vi salirà in diverse circostanze (anche poco prima di morire), fino all'ultimo duca di Milano, Francesco II Sforza. Ma anche nella parabola personale di molti grandi artisti locali, come Gaudenzio Ferrari, impegnato nelle cappelle del complesso prima di trasferirsi a Milano dove continuerà a lavorare fino alla morte. Infine, nel culto di San Carlo Borromeo, effigiato in numerosissime cappelle e ricordato nella chiesa a lui dedicata a Campertogno. 
Tracce del lungo dominio milanese inoltre, sono visibili anche in importanti testimonianze storiche: la più famosa si trova a Casa Sceti, del XVII secolo, a Quare, frazione di Campertogno, dove su una parete esterna dell'edificio, fa bella mostra di sé un grande stemma araldico della duchessa di Milano Cristina di Oldemburgo, principessa di Danimarca e Norvegia (1521-1590), moglie di Francesco II Sforza, alla cui morte senza prole il Ducato di Milano verrà devoluto a Carlo V, dando così inizio alla dominazione spagnola in terra lombarda.

### Epoca moderna e contemporanea
La fine del dominio milanese si ebbe l'8 novembre 1703 quando venne stipulata un'alleanza tra Vittorio Amedeo II e l'imperatore Leopoldo I d'Asburgo, che prevedeva lo smembramento della Valsesia dal ducato di Milano e la soggezione al duca di Savoia. Quanto previsto dal trattato fu confermato dall'ordine imperiale del 23 febbraio 1707 che ingiungeva agli organismi tradizionali di autonomia dei valsesiani, la Corte Superiore, con sede a Varallo, e la Corte Inferiore, con sede a Borgosesia, di prestare il giuramento di fedeltà al duca di Savoia. Il conte Filippo Domenico Beraudo di Pralormo fu inviato dal duca di ricevere il giuramento, che segnò così il passaggio della Valsesia a Casa Savoia, confermato poi dal trattato di Utrecht del 1713. L'annessione, tuttavia, fu compiuta nel rispetto delle autonomie sanciti dagli Statuti valsesiani e dei privilegi locali. La valle tornò poi a dipendere da Milano durante l’età napoleonica, per volontà del generale corso, dal 1800 al 1814. Ancora oggi ecclesiasticamente non è vercellese, ma fa bensì parte della diocesi di Novara.
Il Novecento ha visto numerose personalità politiche di rilevanza nazionale operare in Valsesia, tra i quali Giulio Pastore, Gianfranco Astori e Gianluca Buonanno. Gli avvenimenti dell'ultimo secolo sono registrati sulle colonne del settimanale "Corriere Valsesiano" fondato da Giovanni Zanfa a fine '800.

## Demografia
La Valsesia conta 29 comuni e circa 52.300 abitanti (42.300 nel vercellese, 10.000 nel novarese), che sono per lo più distribuiti nei centri urbani localizzati nella porzione meridionale della Valle. Il centro principale del territorio è Borgosesia, dove si concentrano le attività commerciali, le scuole e i servizi più rilevanti. Nei primi 7 comuni per popolazione (Borgosesia, Gattinara, Varallo, Serravalle Sesia, Grignasco, Quarona e Romagnano Sesia) vive l'83,5% degli abitanti. Esclusi i 5 comuni collinari/pianeggianti a Sud del Parco naturale del Monte Fenera (Grignasco, Serravalle Sesia, Romagnano Sesia, Gattinara e Prato Sesia) la popolazione della ValSesia montana si attesta intorno ai 30.000 abitanti.
Di seguito l'elenco dei comuni della Valle:
| Posizione       | Stemma | Città            | Provincia | Popolazione (ab) | Superficie (km²) | Densità (ab/km²) | Altitudine (m.s.l.m.) | Altitudine minima (m.s.l.m.) | Altitudine massima (m.s.l.m.) |
| --------------- | ------ | ---------------- | --------- | ---------------- | ---------------- | ---------------- | --------------------- | ---------------------------- | ----------------------------- |
| 1°              |        | Borgosesia       | Vercelli  | 12 145           | 41,09            | 296              | 354                   | 312                          | 1 771                         |
| 2°              |        | Gattinara        | Vercelli  | 7 704            | 33,67            | 229              | 263                   | 228                          | 549                           |
| 3°              |        | Varallo          | Vercelli  | 7 019            | 102,97           | 68,2             | 450                   | 379                          | 2 111                         |
| 4°              |        | Serravalle Sesia | Vercelli  | 4 814            | 20,91            | 230              | 313                   | 277                          | 701                           |
| 5°              |        | Grignasco        | Novara    | 4 342            | 14,33            | 303              | 322                   | 275                          | 852                           |
| 6°              |        | Quarona          | Vercelli  | 3 891            | 16,16            | 241              | 406                   | 368                          | 1 532                         |
| 7°              |        | Romagnano Sesia  | Novara    | 3 780            | 17,98            | 210              | 268                   | 235                          | 546                           |
| 8°              |        | Valduggia        | Vercelli  | 1 906            | 28,43            | 67,0             | 390                   | 379                          | 953                           |
| 9°              |        | Prato Sesia      | Novara    | 1 845            | 12,13            | 152              | 275                   | 272                          | 606                           |
| 10°             |        | Cellio con Breia | Vercelli  | 960              | 17,28            | 55,6             | 685                   | 388                          | 1 141                         |
| 11°             |        | Alagna Valsesia  | Vercelli  | 738              | 133,17           | 5,54             | 1 191                 | 985                          | 4 515                         |
| 12°             |        | Scopello         | Vercelli  | 374              | 18,25            | 20,5             | 659                   | 631                          | 1 924                         |
| 13°             |        | Scopa            | Vercelli  | 371              | 22,53            | 16,5             | 622                   | 584                          | 1 883                         |
| 14°             |        | Cravagliana      | Vercelli  | 254              | 34,86            | 7,29             | 615                   | 528                          | 2 139                         |
| 15°             |        | Civiasco         | Vercelli  | 242              | 7,39             | 32,7             | 716                   | 526                          | 1 252                         |
| 16°             |        | Campertogno      | Vercelli  | 225              | 34,14            | 6,59             | 815                   | 750                          | 2 813                         |
| 17°             |        | Piode            | Vercelli  | 186              | 13,60            | 13,7             | 752                   | 689                          | 2 070                         |
| 18°             |        | Fobello          | Vercelli  | 184              | 28,14            | 5,47             | 873                   | 778                          | 2 459                         |
| 19°             |        | Rossa            | Vercelli  | 184              | 11,84            | 15,5             | 813                   | 577                          | 2 314                         |
| 20°             |        | Boccioleto       | Vercelli  | 174              | 33,87            | 5,14             | 667                   | 595                          | 2 303                         |
| 21°             |        | Vocca            | Vercelli  | 159              | 20,26            | 7,84             | 506                   | 462                          | 1 826                         |
| 22°             |        | Alto Sermenza    | Vercelli  | 151              | 60,33            | 2,50             | 906                   | 849                          | 2 965                         |
| 23°             |        | Pila             | Vercelli  | 142              | 8,69             | 16,3             | 686                   | 683                          | 1 908                         |
| 24°             |        | Rimella          | Vercelli  | 130              | 26,27            | 4,95             | 1 176                 | 871                          | 2 420                         |
| 25°             |        | Balmuccia        | Vercelli  | 114              | 9,79             | 11,6             | 560                   | 529                          | 1 654                         |
| 26°             |        | Mollia           | Vercelli  | 97               | 13,92            | 6,97             | 880                   | 851                          | 2 475                         |
| 27°             |        | Carcoforo        | Vercelli  | 73               | 22,80            | 3,20             | 1 304                 | 1 215                        | 2 775                         |
| 28°             |        | Rassa            | Vercelli  | 64               | 43,27            | 1,48             | 917                   | 877                          | 2 734                         |
| 29°             |        | Cervatto         | Vercelli  | 57               | 9,54             | 5,97             | 1 004                 | 824                          | 2 081                         |
| Totale ValSesia | –      | –                | –         | 52325            | 857,61           | 61,01            | -                     | 228                          | 4515                          |

### Fusione di comuni
Dal 1º gennaio 2018 sono stati soppressi 5 comuni valsesiani e ne sono nati 2 nuovi:
- Rimasco e Rima San Giuseppe hanno dato luogo, mediante fusione di comuni, alla nuova municipalità di Alto Sermenza;
- Cellio e Breia hanno dato luogo, mediante fusione di comuni, alla nuova municipalità di Cellio con Breia;
- Sabbia è stato fuso per incorporazione nel Comune di Varallo.

Dal 1º gennaio 2019 il Comune di Riva Valdobbia è stato fuso per incorporazione nel Comune di Alagna Valsesia.

## Economia

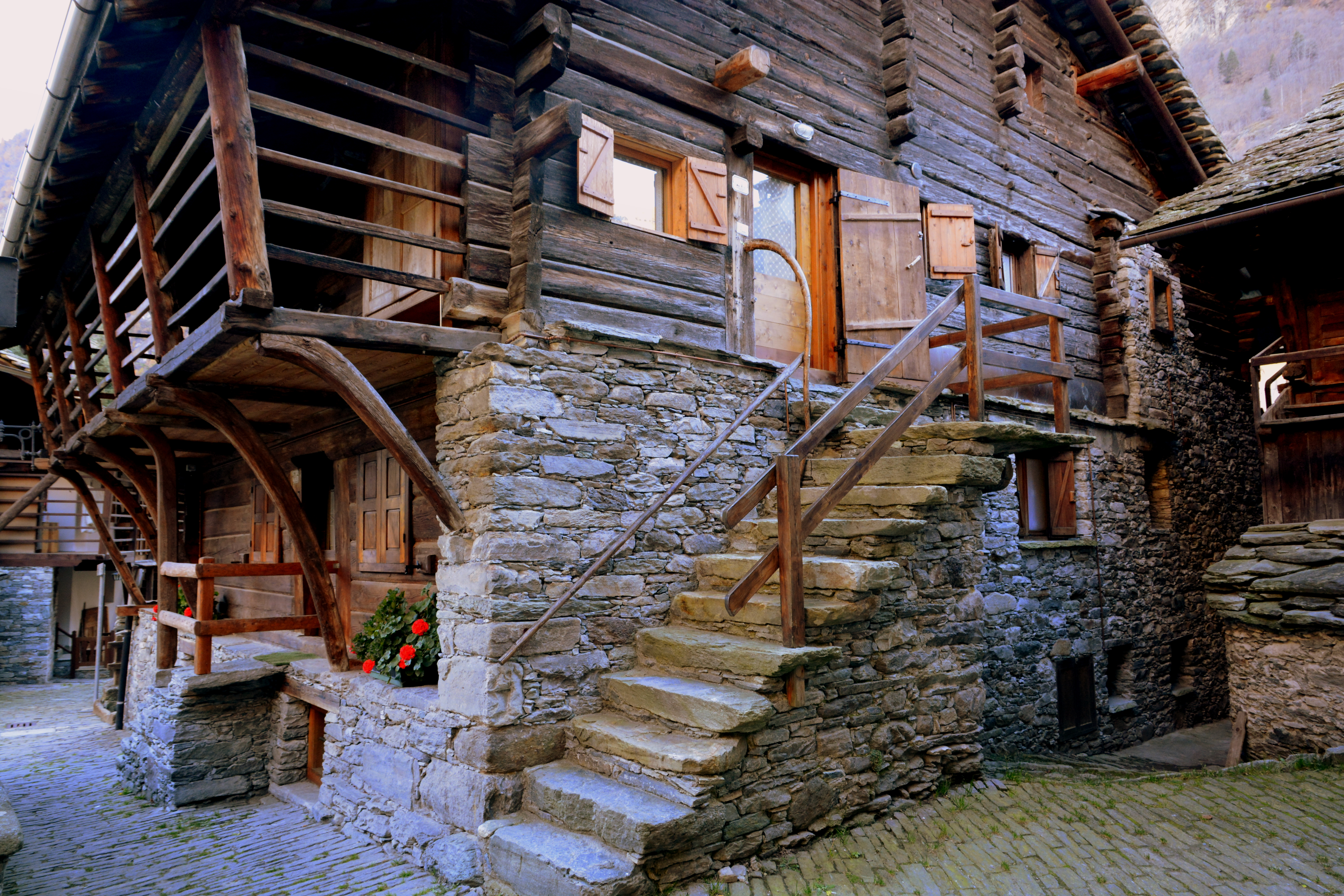
Casa walser ad Alagna Valsesia

Il capoluogo valsesiano è Varallo di grande importanza culturale e artistica, nonché sede della zona industriale più sviluppata del nord della provincia di Vercelli.
Borgosesia città situata a 15 km dal capoluogo, è il centro più grande, ed ospita molti negozi e centri commerciali.
L'economia si basa sul settore dell'industria metalmeccanica, settore particolarmente sviluppato nella Valle: la zona industriale di Roccapietra ne è il fulcro. Un altro settore sviluppato in Valsesia fin dalla metà dell'Ottocento è quello tessile e laniero, con aziende conosciute a livello mondiale dedicate soprattutto alla lavorazione delle fibre nobili, tra cui Loro Piana e Lanificio Colombo. Un altro settore molto fiorente dell'economia è il metalmeccanico, anche in questo caso con una produzione di rubinetti che si posizionano nell'alto di gamma.
In passato molti abitanti emigravano all'estero dove svolgevano attività nella decorazione architettonica. Pietro Axerio Piazza divenne il più celebre imprenditore in Germania e Russia nel settore del marmo artificiale. Sopravvive, per tradizione, una piccola fetta riservata al settore primario, con attività legate alla pastorizia. Famoso è il vino Gattinara che prende il nome dall'omonima città. Nell'alta Valsesia, le attività economiche sono basate sul turismo estivo e invernale. L'Alpe di Mera e Alagna sono due stazioni sciistiche, ambedue facenti parte del Monterosa Ski, uno dei comprensori sciistici più grandi d'Europa. Tra i prodotti artigianali sono da menzionare il puncetto e gli scapin.

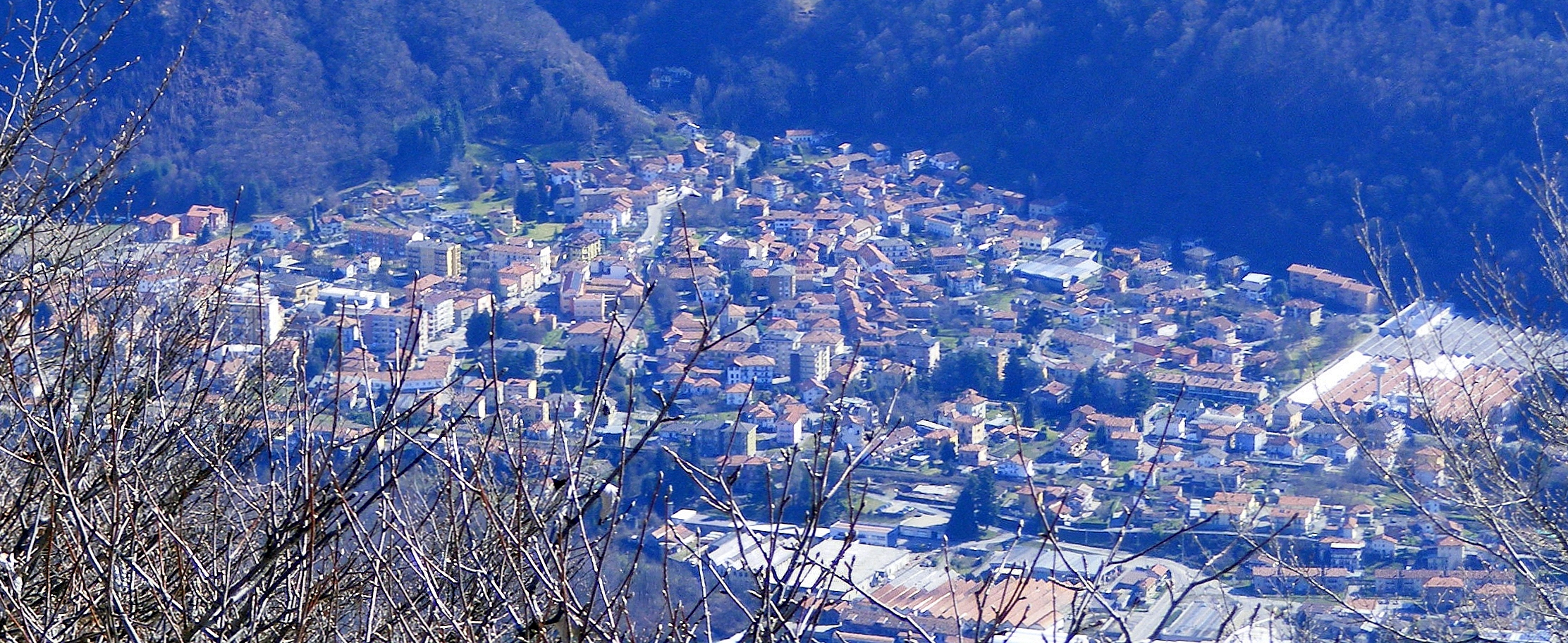
Quarona dal Monte Tovo

## Infrastrutture e trasporti
La Valsesia presenta una rete stradale piuttosto ben sviluppata, che consiste nell'Autostrada A26, dove uno svincolo nel comune di Romagnano Sesia permette l'accesso all'intera vallata. La via principale è la SS 299-SP 299 da cui si diramano altre strade minori che permettono il raggiungimento di tutti i comuni valsesiani. La SS 299 passata nel 2021 di competenza dell'ANAS per la tratta in Provincia di Novara e la tratta della competenza della Provincia di Vercelli, ha subito negli ultimi anni pesanti lavori di ammodernamento, a causa dei frequenti imbottigliamenti dovuti al traffico per la bassa velocità di transito, che la porteranno a diventare una strada a scorrimento veloce. Il 30 settembre 2010 è stato inaugurato il primo lotto della bretella di Romagnano Sesia, che collegherà direttamente il comune di Serravalle Sesia e quindi la media Valsesia con l'autostrada Autostrada A26, evitando i centri abitati di Prato Sesia e Romagnano Sesia. Il secondo lotto, già finanziato, sarà realizzato nei prossimi anni, mentre è in fase di vaglio una variante tra i comuni di Serravalle Sesia e Borgosesia. Tale arteria termina ai piedi del Monte Rosa nell'abitato di Alagna Valsesia, a circa 95 km dal quartiere San Martino di Novara da cui si dirama.
Sono presenti inoltre due ferrovie: una che collega Novara con il capoluogo Varallo, chiamata comunemente Novara-Varallo, e la Arona-Santhià, che si interseca con la prima all'altezza di Romagnano Sesia, che permette di collegare agevolmente la valle con la zona dei Laghi e del Passo del Sempione, oltre che all'Area metropolitana di Torino. Tuttavia il servizio rotabile su quest'ultima è stato sospeso il 17 giugno 2012 a data da destinarsi.
È presente il collegamento funiviario con la Valle del Lys in Valle d'Aosta tramite il valico del passo dei Salati a quota 3000 m s.l.m. Tale collegamento è stato possibile dopo il rifacimento degli impianti di risalita di Alagna Valsesia tra il 1999 e il 2004. Permette di raggiungere l'abitato di Champoluc interamente sci ai piedi in circa 2 ore. È presente anche una strada sterrata percorribile solo in estate.
A Varallo Sesia, in località Roccapietra è presente anche una pista per aerei ultraleggeri, utilizzata principalmente per scopi turistici.
Esistono numerosi valichi transitabili esclusivamente a piedi che collegano la Valle in tutte le direzioni, sia verso la Svizzera che verso le altre valli confinanti.

## Turismo

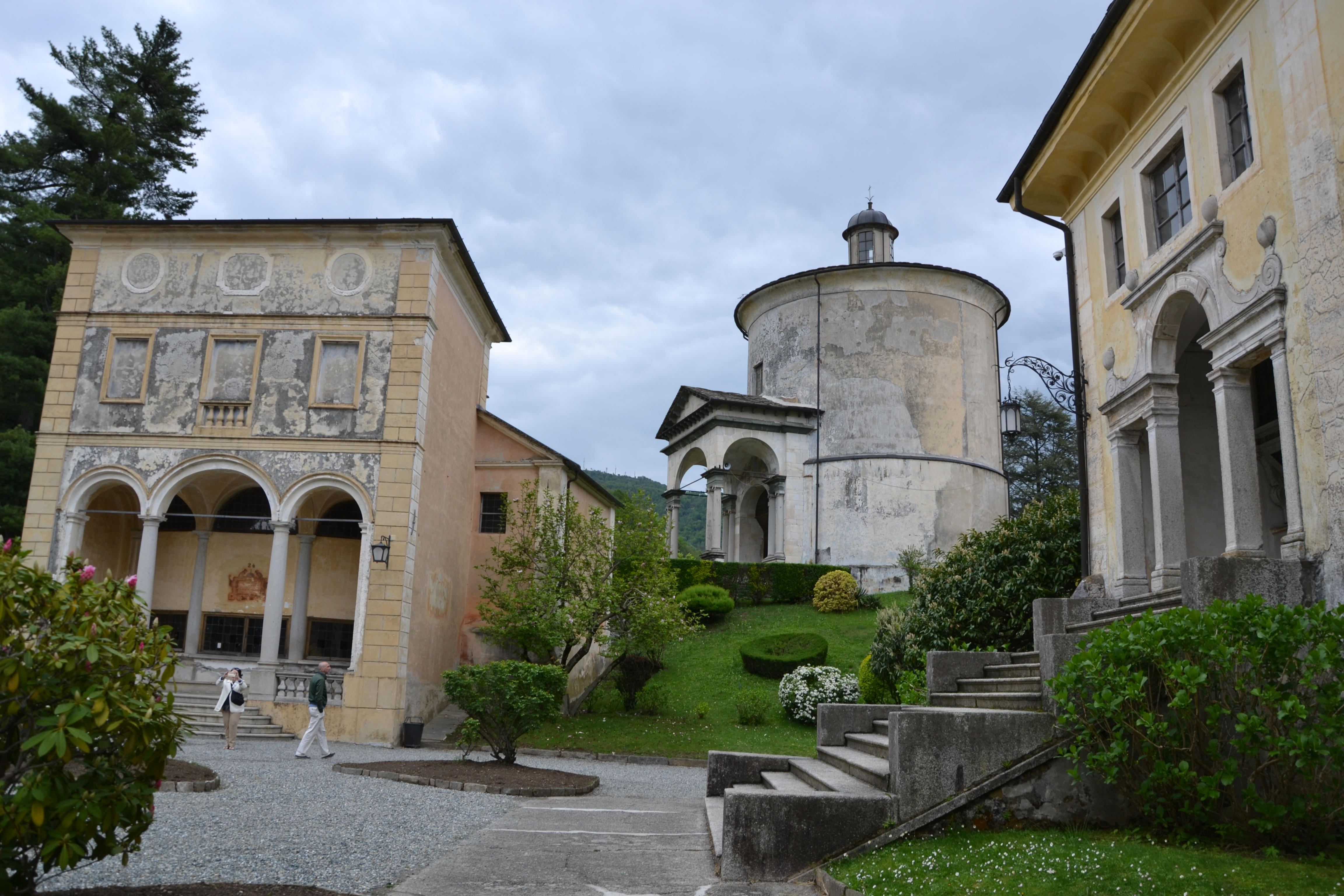
Sacro Monte di Varallo, sito UNESCO

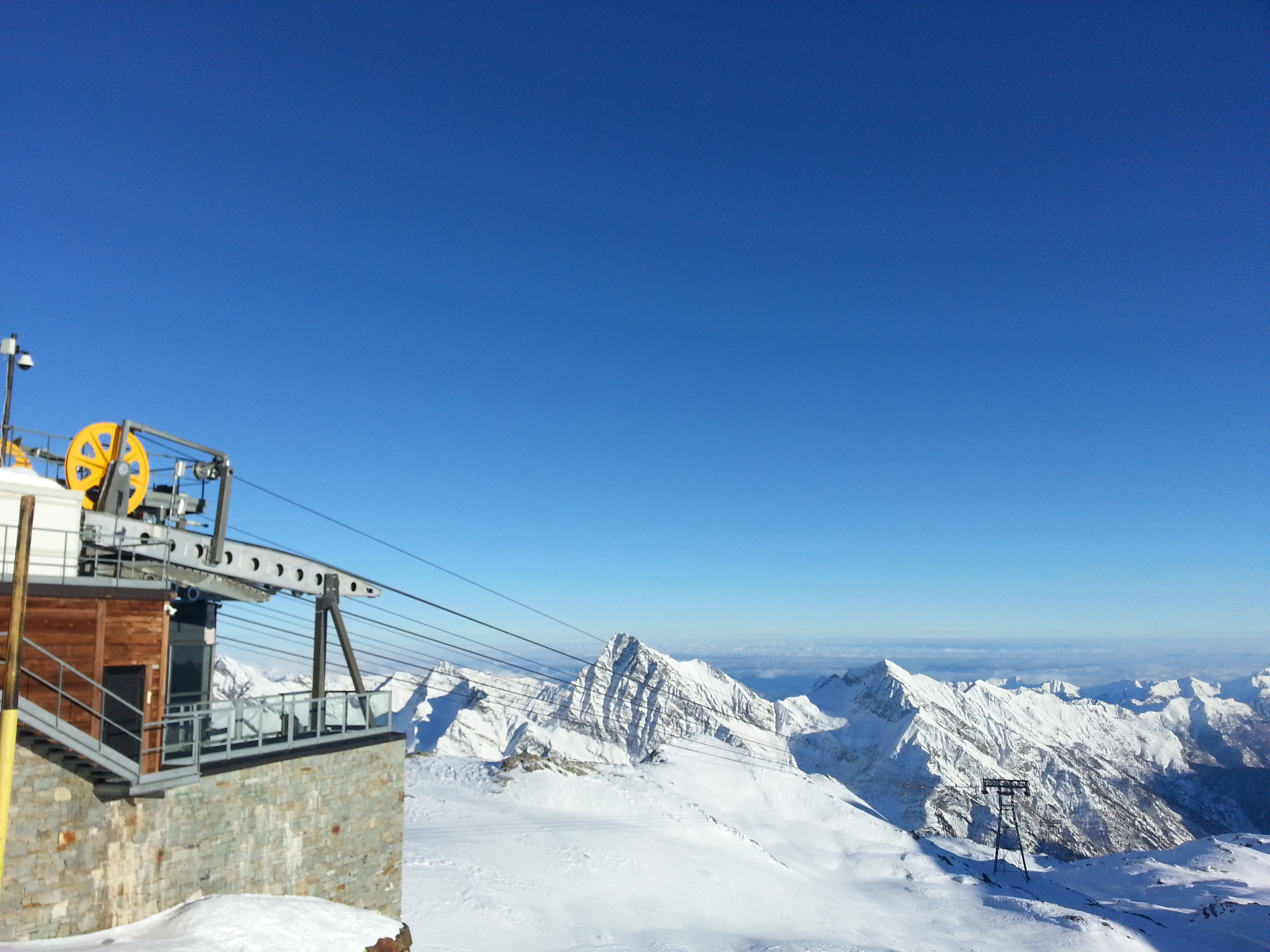
Monterosa Ski, Passo dei Salati

Accanto al turismo religioso che ha nel Sacro Monte di Varallo, il più antico sacro monte piemontese, con oltre 500 anni di vita, la sua massima espressione, si è sviluppato nei decenni scorsi un turismo legato alla montagna, grazie alle stazioni sciistiche di Scopello - Alpe di Mera e soprattutto di Alagna Valsesia, e, più recentemente, un turismo acquatico: il fiume Sesia è infatti uno dei migliori fiumi in Italia per gli sport canoistici, arrivando ad ospitare nel 2001 i campionati europei di kayak e nel 2002 i campionati mondiali della stessa specialità.
Lungo il fiume sono sorte alcune scuole di canoa e di rafting, che organizzano corsi e discese.
Dopo un calo di afflusso turistico che ha caratterizzato la Valle dal 1985 al 2000, si è verificato una ripresa a partire dal 2000.
Nel 1999 è iniziata la ricostruzione degli impianti di risalita di Alagna (terminata nel 2005, ma sono in programma ulteriori ampliamenti) e nel 2004 di Mera. È stata riaperta nel 2003 la funivia che collega il Sacro Monte a Varallo e nel 2006 è stato aperto un centro benessere a Villa Becchi, ex residenza di industriali del tessile.
Nel 2003 il Sacro Monte di Varallo è stato inserito dall'UNESCO nella Lista del Patrimonio Mondiale insieme ad altri sei Sacri Monti del Piemonte e due della Lombardia.
Nel 2013 il Supervulcano della Valsesia è stato inserito dall'UNESCO nella lista dei geoparchi di interesse nazionale. In seguito è stata inoltrata la candidatura mondiale.
Romagnano Sesia è diventato negli anni centro nevralgico a livello commerciale: grazie al casello autostradale si è sviluppato sul viale che collega quest'ultima al paese una serie di negozi e centri commerciali.
Sono da annoverare le prestigiose produzioni di vino delle città di Gattinara, Ghemme e Sizzano.

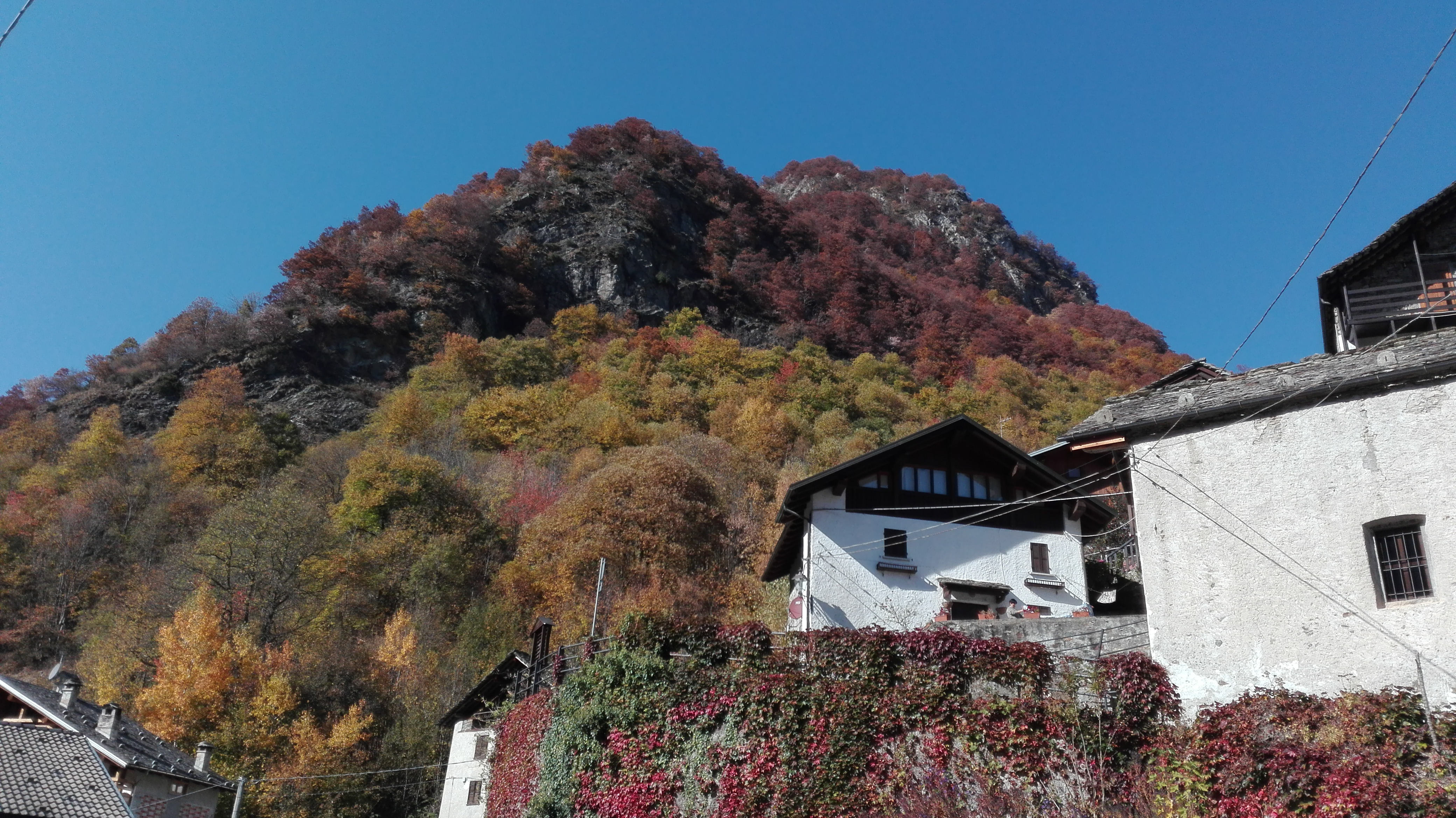
Foliage autunnale nei pressi di Piode, frazione Dughera

## Galleria d'immagini

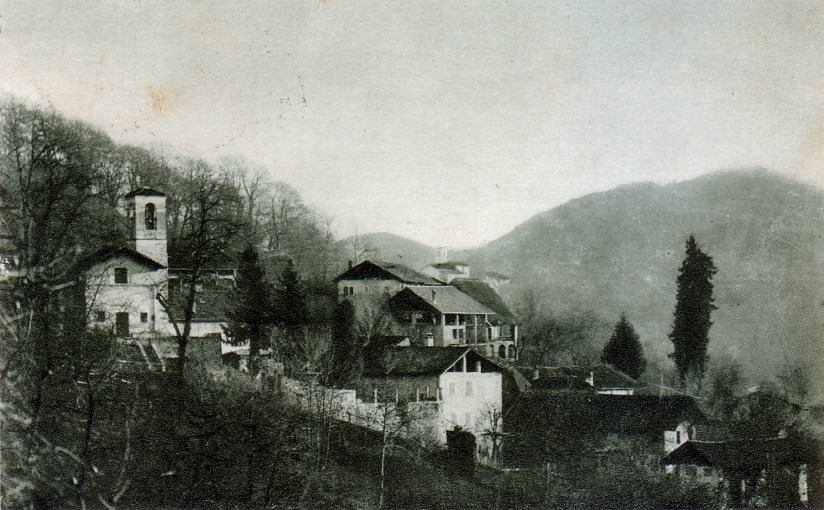
Rasco S. Antonio (Valduggia) e Monte Lovagone nel 1936
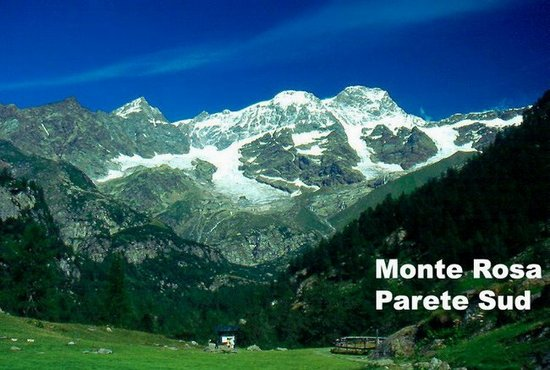
Monte Rosa visto da sud
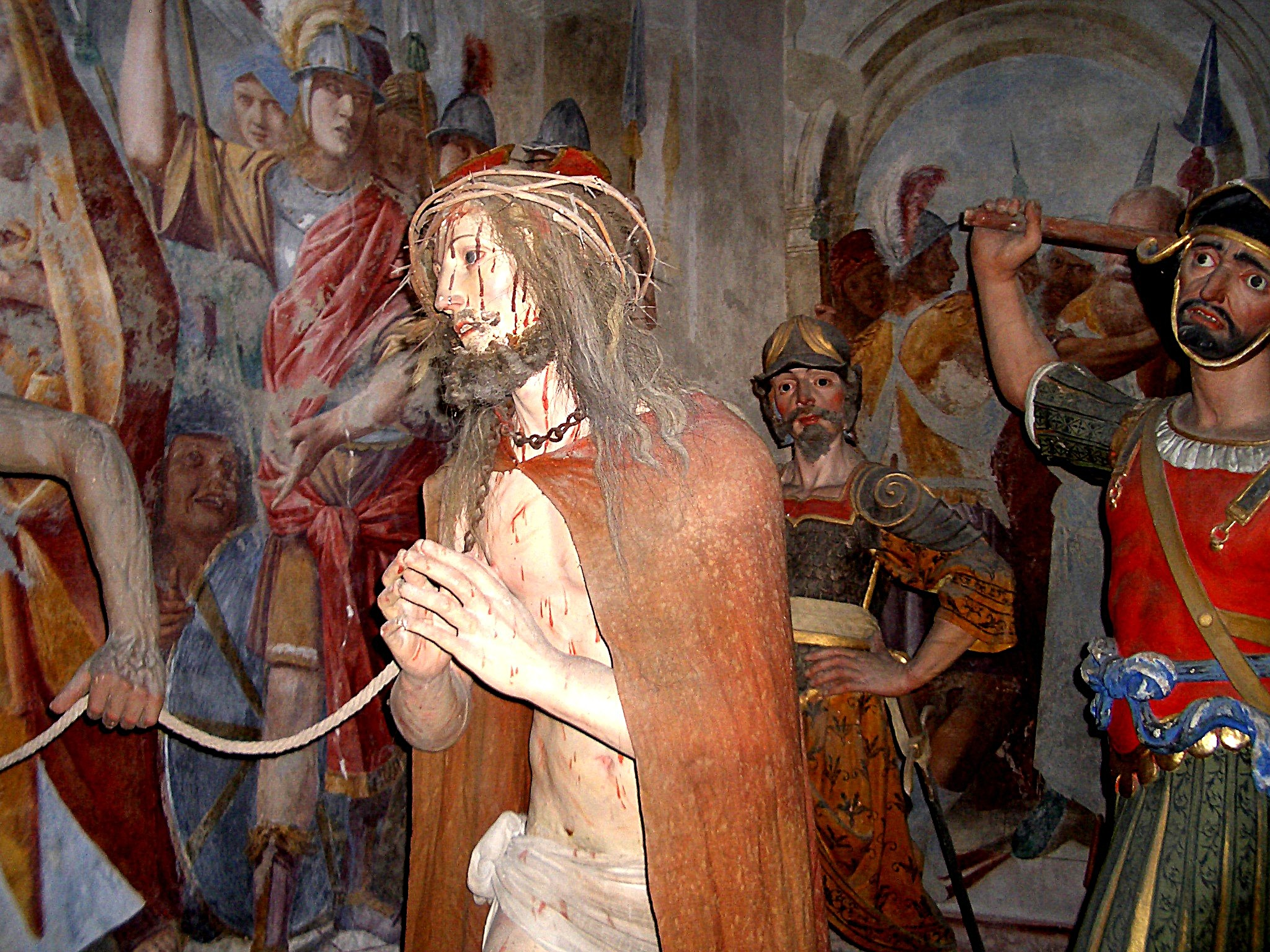
Gaudenzio Ferrari, Cristo che sale al Pretorio, legno policromo, circa 1510
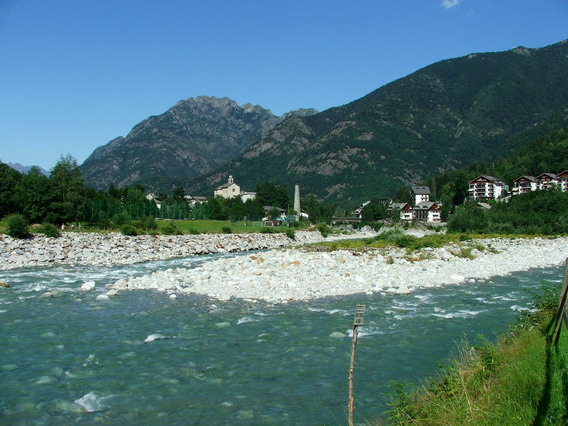
Panorama di Scopello con il Sesia in primo piano.
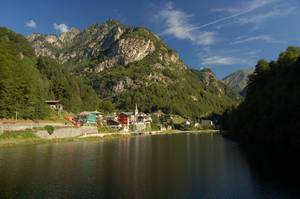
Veduta di Rimasco e del Lago
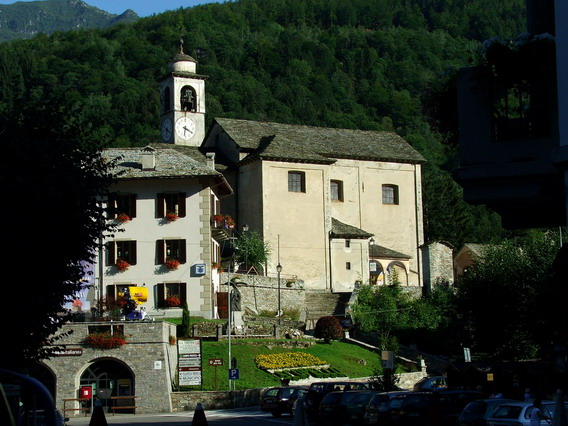
Chiesa di Scopello
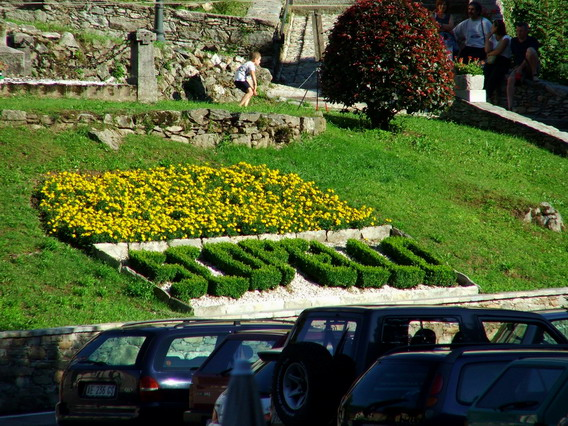
Logo di Scopello
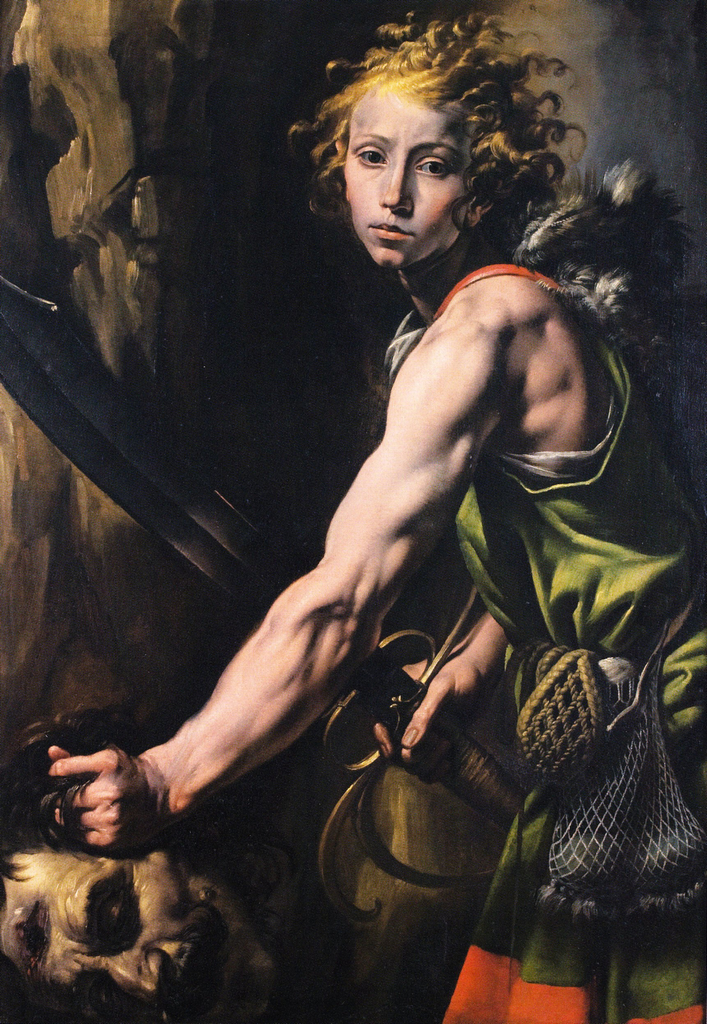
Tanzio da Varallo, Davide e Golia, circa 1625
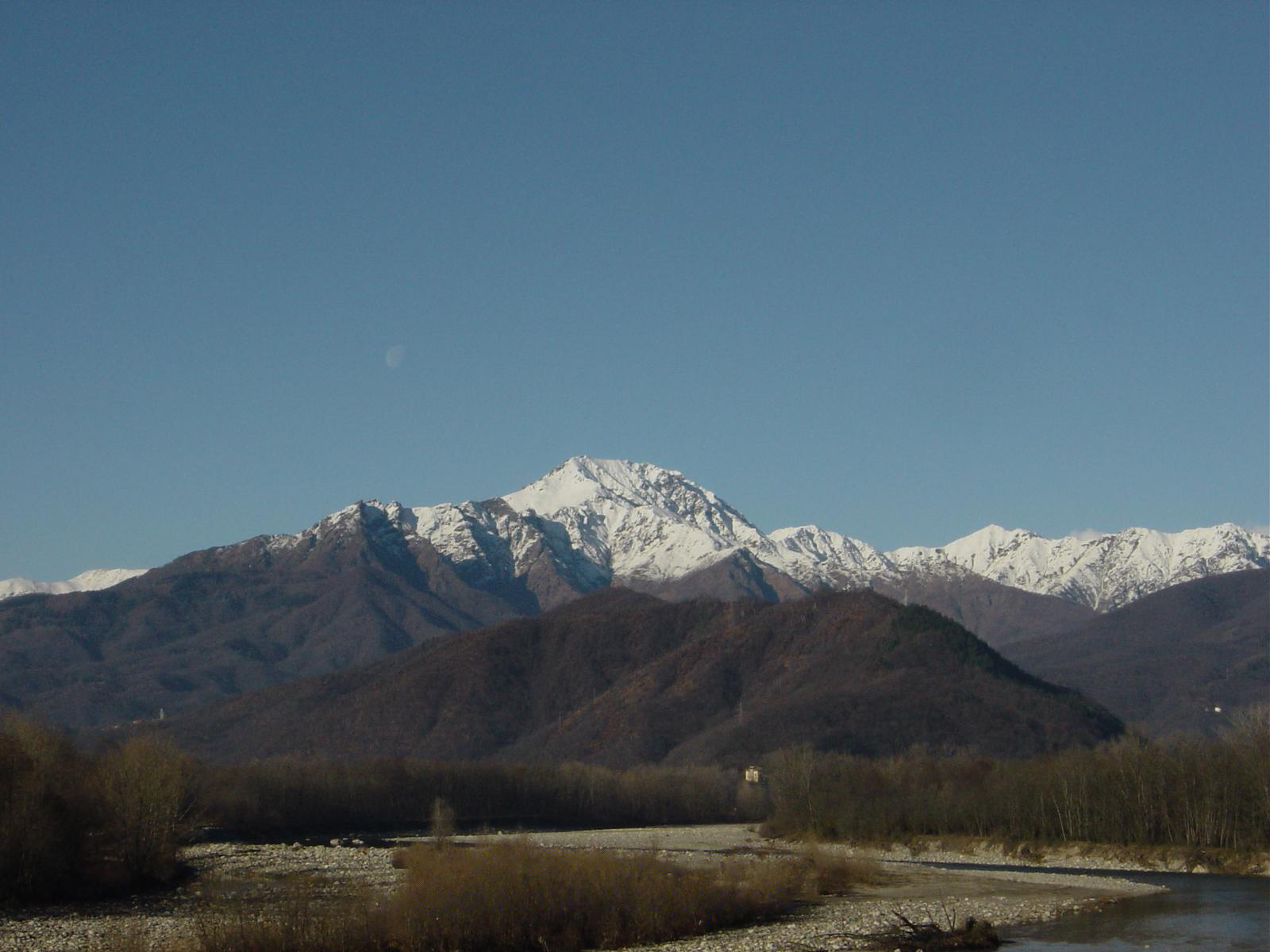
Monte Barone visto dalla Passerella.
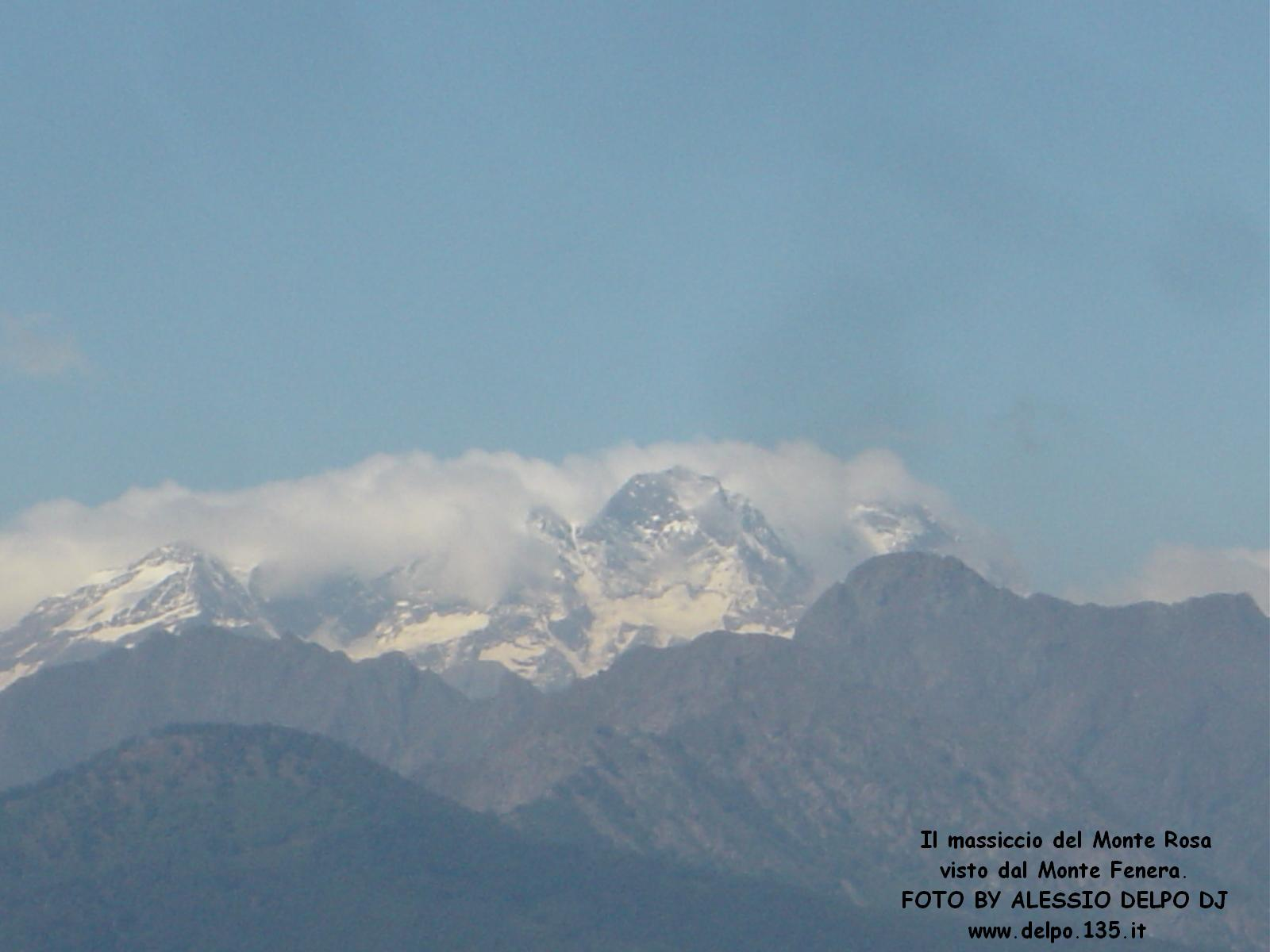
Il massiccio del Monte Rosa visto dal Monte Fenera.
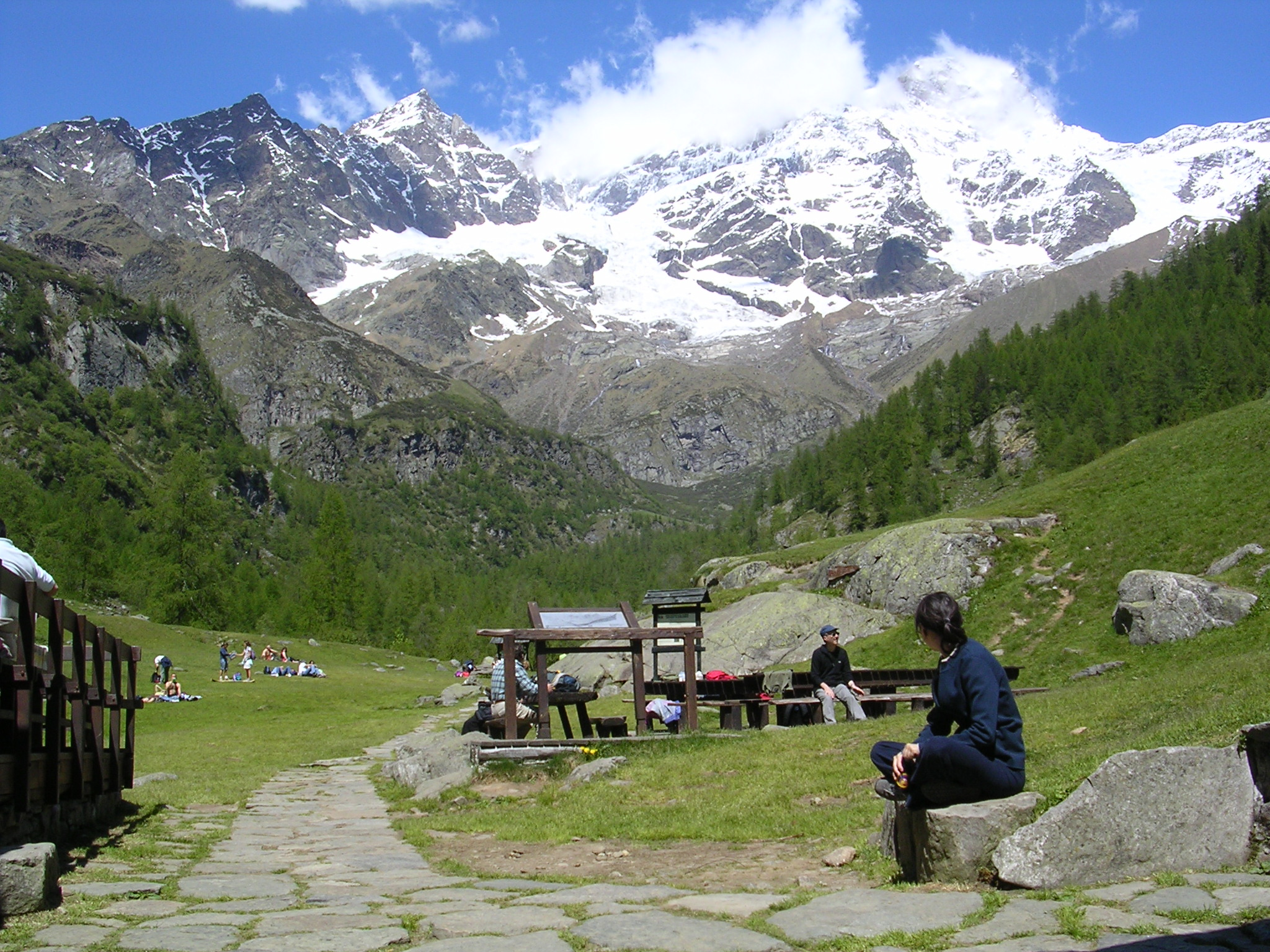
Il massiccio del Monte Rosa visto dall'Alpe Pile.
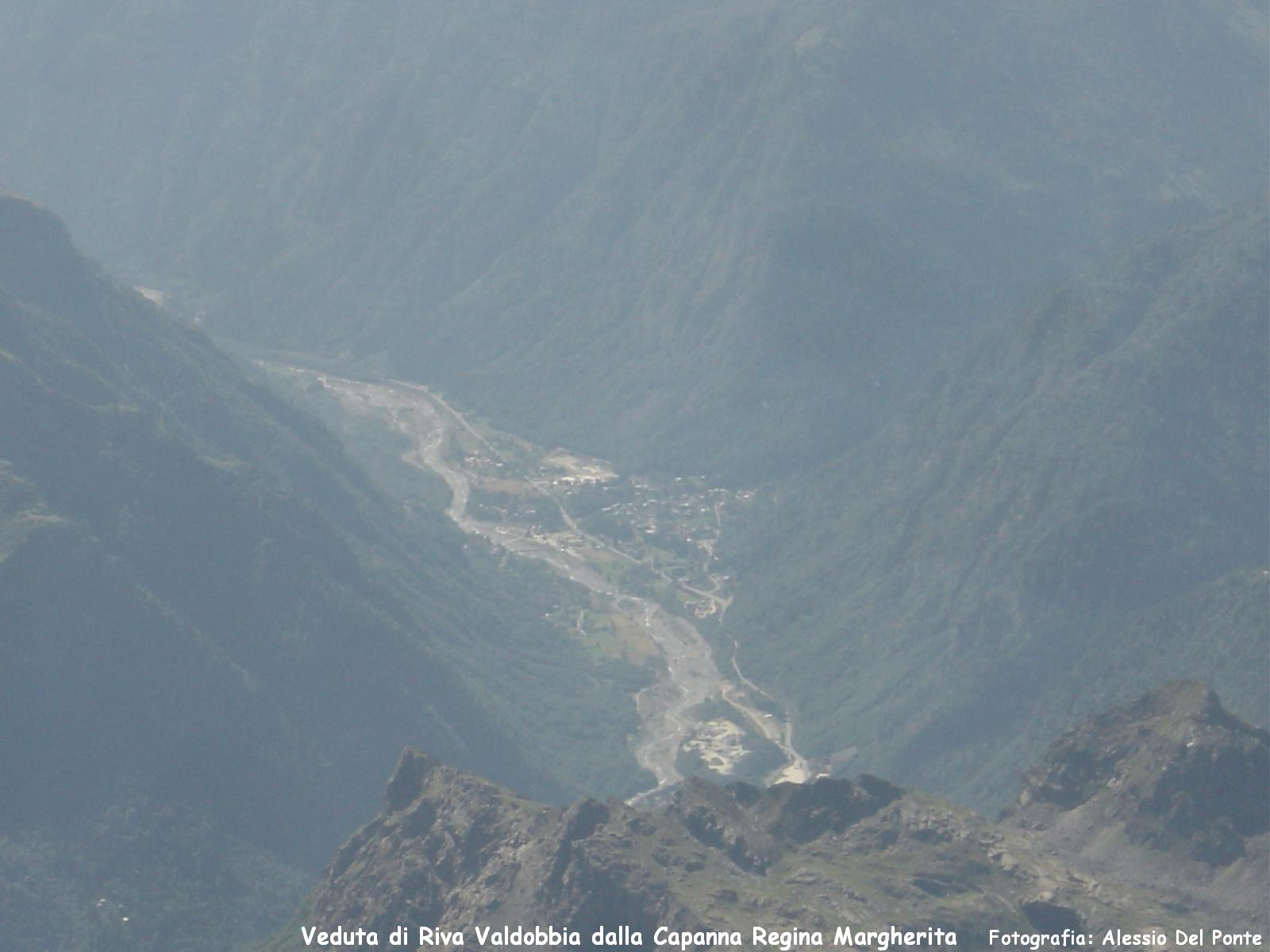
Veduta di Riva Valdobbia dalla Capanna Margherita.

## Peculiarità
In Valsesia si possono annoverare diverse peculiarità e primati, tra i quali si possono menzionare i seguenti:
- La Valsesia è soprannominata la Val dal Nut per mettere in risalto il suo incastonamento in mezzo alle Alpi.
- Il Bangher è uno dei simboli della valle, infatti è stato un bandito di origine trentina noto per aver occupato, esule, vari alpeggi della Valsesia.
- Fobello è il paese natale di Vincenzo Lancia, il fondatore dell'omonima casa automobilistica.
- La Capanna Margherita, dove ha alloggiato in passato l'omonima regina, è il rifugio più alto d'Europa.
- Il Sacro Monte di Varallo, noto nel mondo come Nuova Gerusalemme per essere la più importante riproduzione della città della passione di Gesù è patrimonio dell'umanità,
- La funivia del Sacro Monte è la più ripida d'Europa.[13]
- Varallo Sesia possiede una delle maggiori pinacoteche del Piemonte.
- Cervatto è uno dei comuni più piccoli d'Italia, conta solamente 49 abitanti (31/07/2010).
- Tra Varallo e Borgosesia è stato localizzato un supervulcano fossile attivo tra 250 e 300 milioni d'anni fa, il cui cratere misurava oltre 20 km.[14]
- Nei fiumi e nei corsi d'acqua della Valsesia è presente una varietà cromatica endemica di temolo (Thymallus thymallus) chiamata temolo pinna blu, un tempo era presente in tutti gli affluenti di sinistra del Po, ma a causa dell'inquinamento delle acque, dell'introduzione di specie come il siluro (Silurus glanis) che predano adulti e uova, della pesca e degli sbarramenti lungo i corsi dei fiumi oggi è presente solo in questa località.